# Zentrales Musikkorps der FDJ und der Pionierorganisation Ernst Thälmann der DDR

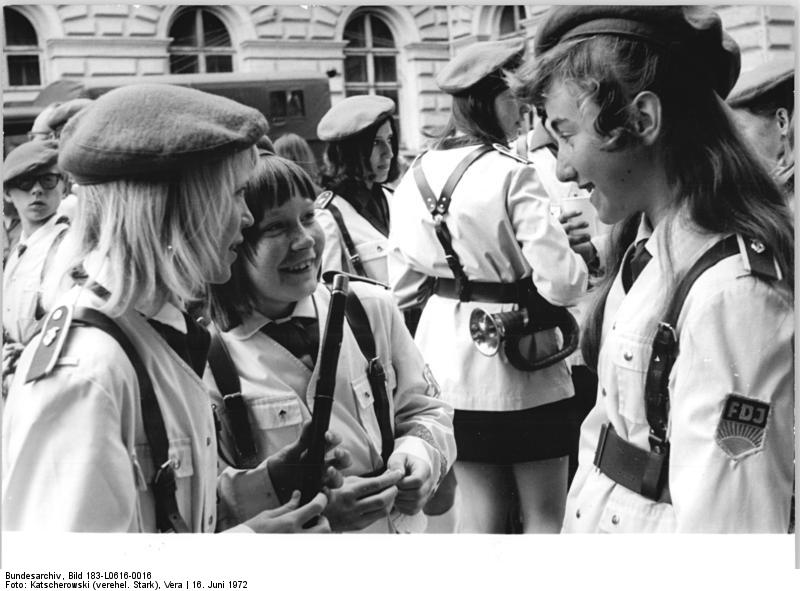
Mitglieder eines Spielmannszugs bei den 14. Arbeiterfestspielen 1972 in Schwerin

Das Zentrale Musikkorps der FDJ und der Pionierorganisation Ernst Thälmann der DDR war ein Klangkörper der DDR, der aus über 3000 Musikern aus den Orchesterkategorien Spielmannszug, Fanfarenzug, Fanfarenorchester und Blasorchester bestand. Es wurde am 26. August 1969 gegründet.

## Geschichte
Das Zentrale Musikkorps der Freien Deutschen Jugend (FDJ) und der Pionierorganisation Ernst Thälmann (ZMK) wurde am 26. August 1969 aus Anlass des 20. Jahrestages der DDR gegründet. Die musikalische Leitung hatte Hans-Helmut Hunger inne.
Es trat zu großen Anlässen in der DDR auf, wie den Weltfestspiele, Turn- und Sportfeste, Pioniertreffen, Pfingsttreffen, Nationale Jugendfestivale und die 750-Jahr-Feier in Berlin. Es spielte öfters auch zusammen mit den Bezirksmusikkorps der 15 Bezirke der DDR.
Mit einem Auswahlorchester trat das ZMK auch im Ausland auf, zum Beispiel in der Sowjetunion, Kuba und Japan.
Am 1. April 1990 wurde das Musikkorps im Zuge der Deutschen Wiedervereinigung aufgelöst.

## Auszeichnungen
- Vaterländischer Verdienstorden in Silber, 1971
- Vaterländischer Verdienstorden in Gold, 1973
- Artur-Becker-Medaille in Gold, 1978

## CD-Veröffentlichungen
Liste der veröffentlichten CD-Aufnahmen:
- Singende Fanfare – ETERNA, 1973
- Festivalmelodien – ETERNA 1973
- Musikschau des Zentralen Musikkorps – ETERNA, 1977
- Titelfolge 1/2 des Zentralen Musikkorps (Doppel-LP) – ETERNA, 1979